# Ippodromo dell'Arcoveggio
L'ippodromo dell'Arcoveggio, inaugurato il 5 giugno 1932, è l'ippodromo della città di Bologna. Di proprietà comunale, è gestito - come l'ippodromo del Savio di Cesena - da HippoGroup Cesenate S.p.A. (nuova denominazione della Società Cesenate Corse al Trotto, che lo gestisce dal 1958).
Si trova nelle vicinanze del centro cittadino, non lontano dalla stazione ferroviaria, ed è facilmente raggiungibile sia con i mezzi pubblici (bus 27 e 11) che con l'auto, anche dalla tangenziale (uscita 6).

## Descrizione

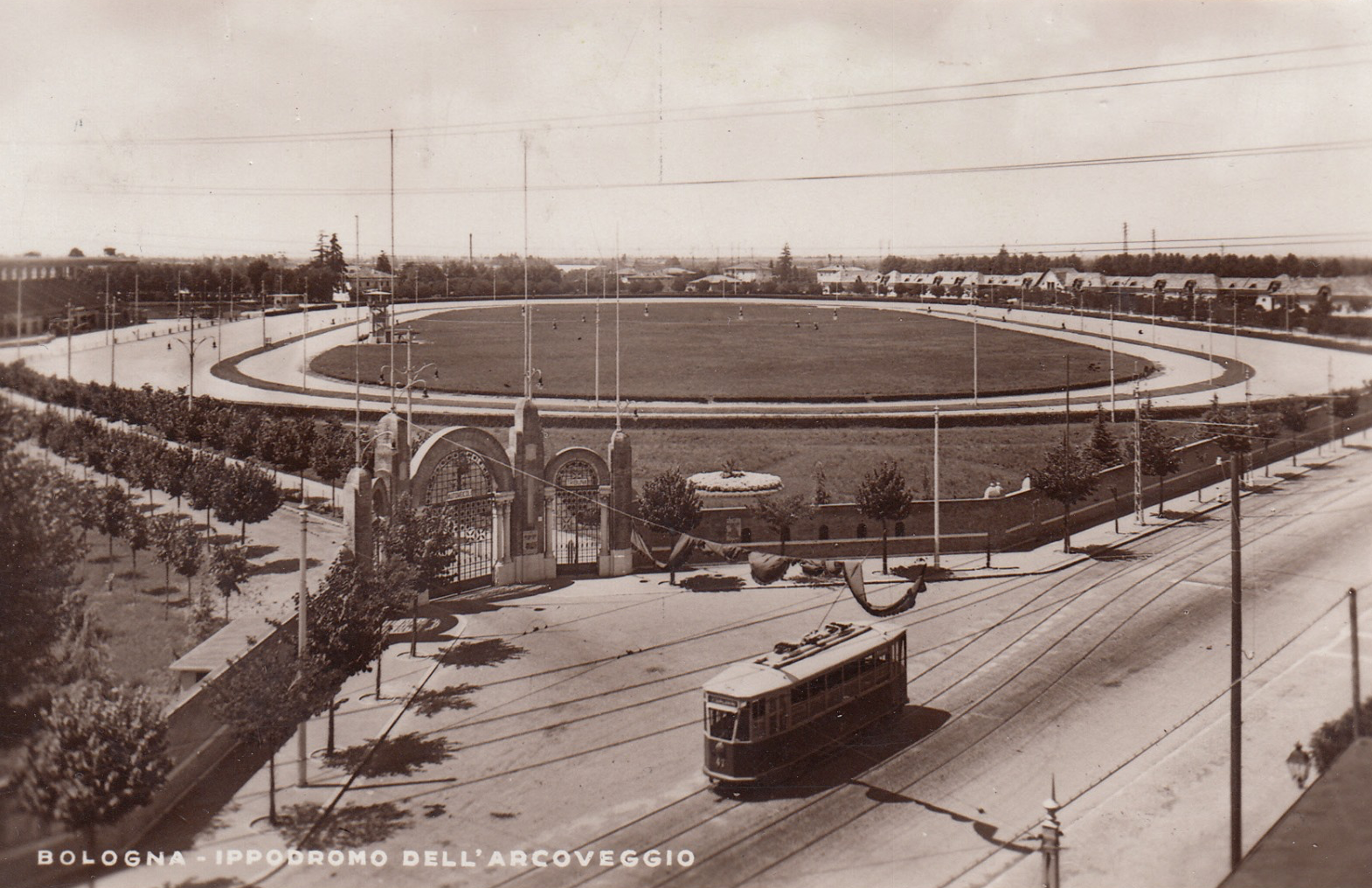
Vista aerea dell'ippodromo negli anni 30

All'Arcoveggio si disputano esclusivamente corse di trotto ed è attivo tutto l'anno, esclusa una breve pausa invernale - di solito in gennaio,  tre settimane - e un'altra nel periodo estivo, dalla fine di giugno al primo sabato di settembre compreso, quando è in funzione l'ippodromo "gemello" di Cesena (gestito anch'esso da HippoGroup Cesenate S.p.A.). Si tengono abitualmente due o tre convegni di corse la settimana, di solito nei giorni di giovedì, sabato e domenica (calendario variabile secondo programmazione nazionale ex UNIRE- dal 2011 divenuto A.S.S.I. e nel 2012 soppresso per la spending review - le sue attribuzioni sono passate al Ministero delle Risorse Agricole direttamente). Ogni riunione è composta oggi solitamente di sette corse, nove nelle giornate di Gran Premio. Le corse di maggior richiamo sono il Gran Premio Continentale in settembre, il Gran Premio della Repubblica il 2 giugno, il Gran Premio della Vittoria il 6 gennaio, il Gran Premio Italia in aprile, e il Due Torri in dicembre; il Criterium Arcoveggio, riservato ai puledri di 2 anni, è stato ridimensionato alcuni anni fa, a causa della diversa programmazione A.S.S.I. delle corse dei puledri. Sulla pista bolognese hanno corso i più veloci campioni di trotto, incluso il grandissimo indigeno Varenne, che nel Gran Premio Continentale 1999 stabilì l'allora record mondiale sui 2060 metri.
Al suo interno sono ubicati un parco giochi per bambini nel verde (utilizzato anche da alcuni asili della zona, come il Piccolo Gruppo Educativo Il Paese Delle Meraviglie), tre bar, una trattoria ed un ristorante, oltre ad una Multisala Scommesse Sportive ed Ippiche (HippoSport, aperta tutti i giorni), una sala bingo, ampliata anche con Sala Slot e VLT nell'aprile 2009, aperta tutti i giorni dell'anno, dalle 9:00 a tarda notte.
L'ippodromo Arcoveggio, a seguito della crisi finanziaria che ha coinvolto il settore delle corse ippiche, aveva momentaneamente sospeso la propria attività agonistica il 31 dicembre 2011, per riprenderla poco più di un mese dopo, al cessare dello sciopero nazionale dell'ippica italiana. "SAVE ITALIAN RACES" è lo slogan che dominava sulle giubbe portate da driver e fantini italiani in tutto il mondo: Frankie Dettori il più fotografato con la maglia azzurra della protesta. L'emergenza a livello nazionale non si è arrestata, anzi, e dal 2013 a oggi si sono avute varie iniziative di protesta nelle principali sedi di ippodromi d'Italia. La pandemia ha logicamente aggravato la situazione, visto che gli ippodromi sono rimasti a lungo chiusi nel 2020 e hanno corso successivamente "a porte chiuse", senza pubblico, cosa che ha allontanato ulteriormente gli appassionati dal seguire i cavalli "dal vivo", a bordo pista, studiando da vicino le sgambature di questi bellissimi animali-atleti.

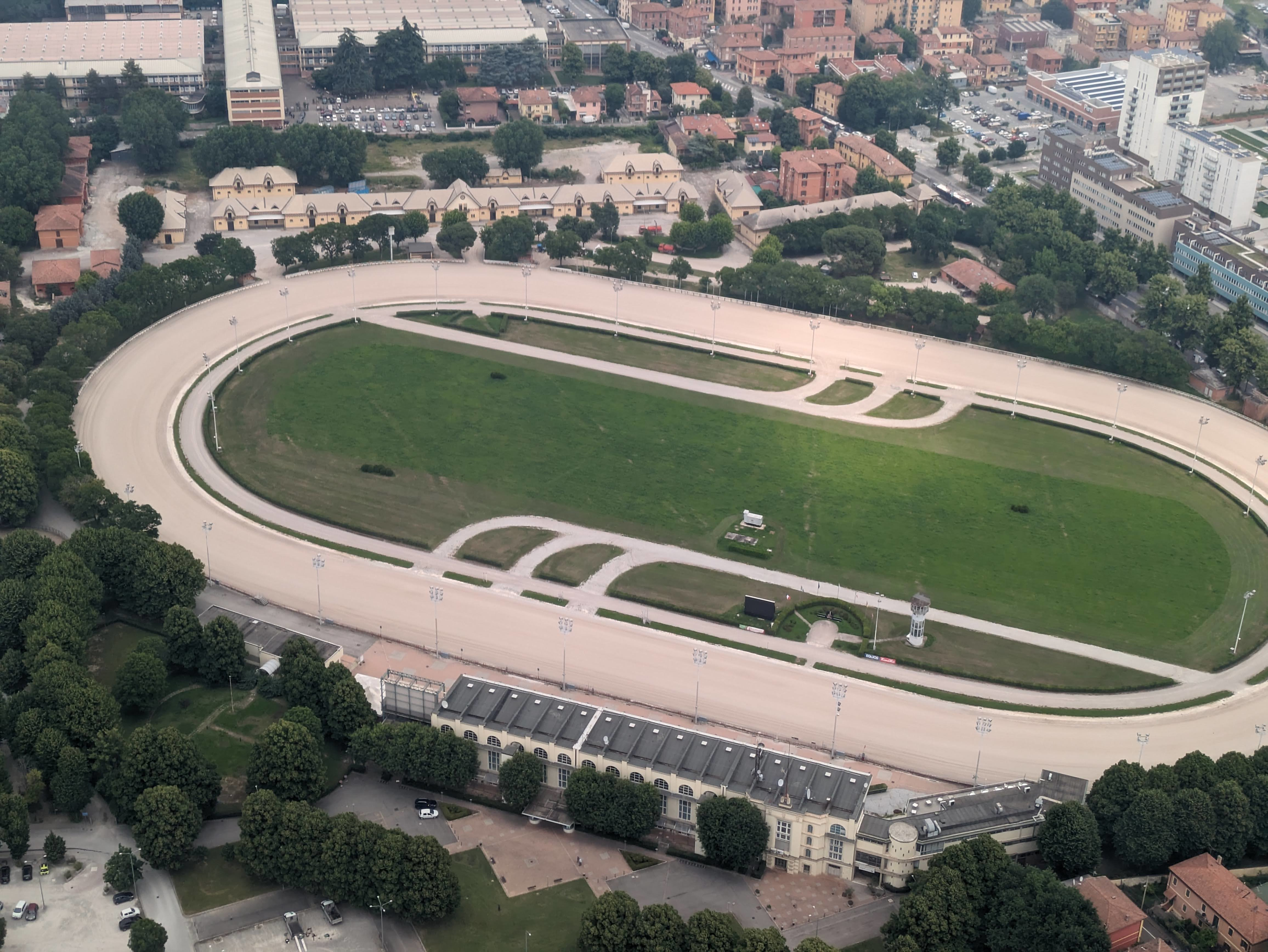
Vista aerea dell'ippodromo (2024)

L'Arcoveggio nel frattempo ha ristrutturato le scuderie - eliminando completamente l'eternit dai tetti - e rifatto la pista nell'estate 2015 (la tribuna e il parterre erano già stati oggetto di restyling nel 2004), proseguendo nell'ottica del rilancio, del comfort e servizi per gli spettatori, delle animazioni per le famiglie. La scorrevolezza della pista rinnovata ha consentito nuovi record sportivi, culminati nei tempi di 1.10.2 stabilito da Vernissage Grif il 2 giugno 2020. 
Fra le piste italiane di trotto, è quella bolognese a vantare il maggior numero di primati internazionali.